# Gilbert von Laach
Giselbert von Laach, eigentlich Giselbert von Affligem (* um 1075; † 6. August 1152 in Laach), kurz Gilbert von Laach genannt, war ein Brabanter Benediktinermönch und vierter Prior von Laach des 1062 gegründeten Cluniazenserklosters Abtei Affligem in der Landgrafschaft Brabant, heute Belgien. 1127 wurde er zum ersten Abt des 1093 gegründeten Benediktinerklosters Laach (Abbatia ad Lacum) in der Eifel berufen. Mit der Unabhängigkeit der Abtei Laach 1138 war er auch der erste Abt des nun unabhängigen Klosters. In seiner Amtszeit machte der Kirchenbau Fortschritte (Langhaus, Vierungsturm, Westchor).

## Grabmosaik

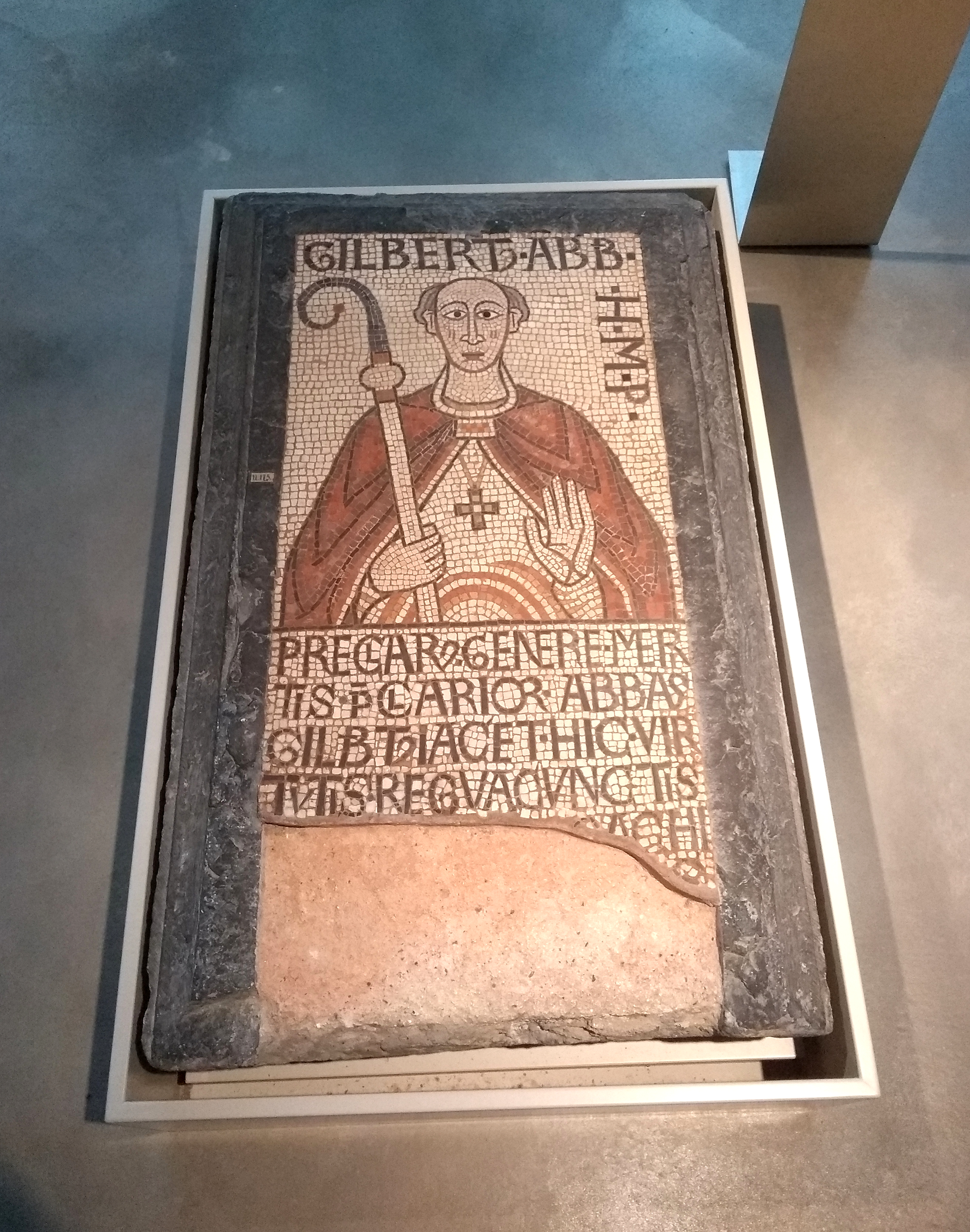
Originales Mosaik, 2018

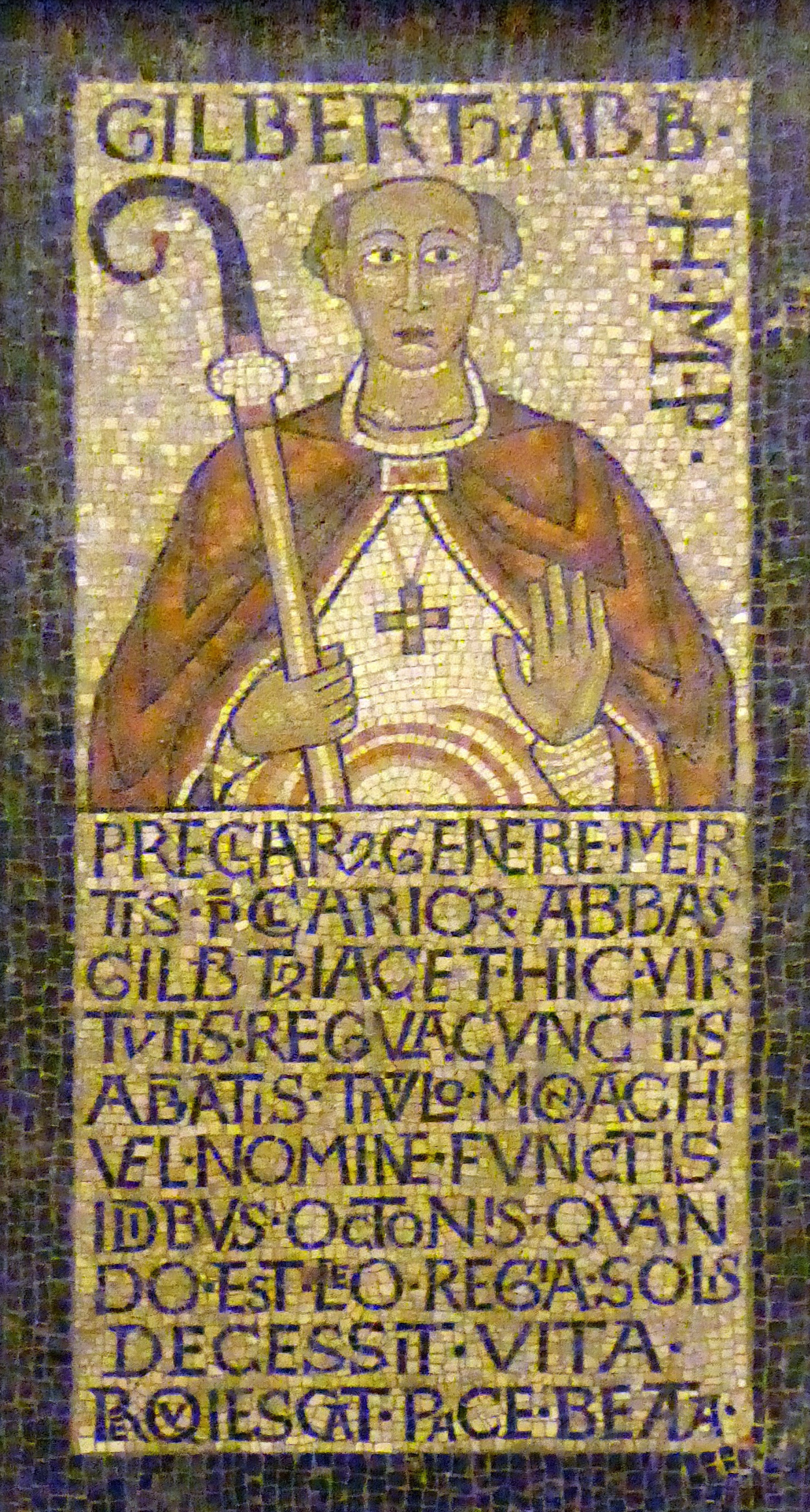
Restaurierte Mosaikkopie, 2019

Sein Grab mit der von lombardischen Bildhauern gefertigten Grabplatte geriet im Laufe der Jahrhunderte wiederholt in Vergessenheit. Der Grablege wurde zuletzt bei der großen Renovierung der Krypta 1936 ohne Mosaik wiederentdeckt. Seine Gebeine liegen weiterhin im Gilbertgrab (einem Tuffsarg) im Boden der Krypta der Laacher Kirche begraben. Über dem Grab befand sich bis 1816 der Sarkophagdeckel mit dem berühmten Gilbertmosaik, eine absolute Rarität in Machart und Vorkommen aus dieser Zeit, in der selbst Kaisergräber ohne Abbild angefertigt wurden. Der Originaldeckel befindet sich seit 1823 im Rheinischen Landesmuseum in Bonn und kann dort besichtigt werden. Der aus hellem Sandstein gefertigte Deckel ist in einen schwarzen, gekehlten und polierten Basaltrahmen gefasst, dessen umrahmte, freistehende Deckelfläche vom Mosaik eingenommen wird, das bündig oben mit dem Rahmen abschließt (Maße: 115 cm × 72 cm). Der untere Teil des Rahmens (ca. 30 cm in der Länge) fehlt über die gesamte Breite, ebenso der untere Teil (etwa ein Drittel) des Mosaiks mit der Grabinschrift, die helle Deckeloberseite freigebend. Sechs Zeilen des insgesamt zehnzeiligen Epitaphs sind mit Ausnahme eines Zeilenendes weggebrochen. Da der Text in einer Schrift im Nürnberger Germanischen Nationalmuseum überliefert wurde, ließ sich der Mosaiktext originalgetreu ergänzen.
Das Mosaik zeigt den Abt als Halbfigur in Albe und rotem Pluviale (Vespermantel) mit dem Amtsattribut des Abtstabes in seiner rechten Hand, die linke Hand zum Kreuzschlag angehoben. Sein Haupt zeigt seitliche Haaransätze (Tonsur und altersbedingter Haarrückgang an der Stirn), seine klaren und edlen Gesichtszüge weisen auf eine ritterliche Abstammung hin. So ist mit diesem Mosaik ein Abbild des ersten Abtes überliefert, das einzige unter den ersten Äbten.
Aus Analogien zu ähnlichen Grabmosaiken gibt es Hinweise, dass die Platte länger gewesen sein muss, dass also auch ein Stück des Deckels abgetrennt wurde. Unterhalb des Textbereichs sollte demnach der untere Gewandsaum, das Stabende nebst den Schuhen des Abtes als komplette Liegefigur dargestellt sein. Die Mosaikkopie hatte P. Rodbod Commandeur (1937), der sich wiederholt in architektonischer Hinsicht um das Kloster verdient gemacht hat (u. a. Schaffung des Löwenbrunnens), angefertigt und den beim Original fehlenden unteren Textteil ergänzen lassen. Diese Kopie deckt das im Kryptaboden eingelassene Grab ab (entgegen der Gepflogenheit, die Platte in Ostausrichtung einzulassen, wurde sie wegen der Inschrift verkehrt eingesetzt). Der Grabestext lautet im Original und übersetzt:
| „GILBERT[US]•ABB[AS]•H•M•P• (IMAGO) PRECLAR[US]•GENERE•MERI TIS•P[RE]CLARIOR•ABBAS GILB[ER]T[US]•IACET•HIC•VIR TUTIS•REGULA•CUNCTIS AB[B]ATIS TITULO•MONACHI VEL•NOMINE•FUNCTIS IDIBUS•OCTONIS•QUAN DO•EST•LEO•REGIA•SOLIS DECESSIT•VITA REQUIESCAT•PACE•BEATA•“ | „GILBERT•ABT•H•M•P. (BILD) HERVORRAGEND•VON•HERKUNFT•AUS VERDIENSTEN•HERVORRAGENDER•ABT GILBERT•LIEGT•HIER•DER TUGEND•MASS•ALLEN IN•DES•ABTES•AMT•ODER ALS•MÖNCH•TÄTIGEN. ALS•AM•SECHSTEN•[TAG]•DER LÖWE•IN•DER•HERRSCHAFT•DER•SONNE•STAND, SCHIED•ER•AUS•DEM•LEBEN. RUHE•ER•IN•SELIGEM•FRIEDEN.“ |

Der Passus „IDIBUS•OCTONIS“ im Römischen Kalender bedeutet den „achten der Iden“ (= der 8. Tag vor den Iden, das ist der 13. der Monate Januar, Februar, Junius, Sextilis (Augustus), September, November, Dezember, also der 6. des Monats), die Sonnenherrschaft im Löwen den „August“. Die Buchstaben „H•M•P“ oben rechts auf dem Mosaik in abwärtiger Schrift können mit der Bedeutung „Hic monumentum posuit“ (hat hier das Grabmal erstellt) darauf hindeuten, dass seine Mönche ihn seiner Zeit in der Krypta der Abteikirche genau unter dem Hochaltar beisetzten. Eine andere Deutung mit dem vorausgehenden Namen und Titel weist auf seine Eigenschaft als erster Abt hin: „GILBERT[US]•ABB•H•M•P•“ = „GILBERT[US] ABB[AS] H[UIUS] M[ONASTERII] P[RIMUS]“: „Gilbert - dieses Klosters erster Abt“. 
Gedacht wird Gilberts von Laach am 6. August. – Da seit 1863 die Abtei Laach von den Jesuiten in Abtei Maria Laach umbenannt wurde, findet man auch den Namen „Gilbert von Maria Laach“.